# Голодна війна
Голодна війна (пол. Wojna głodowa; нім. Hungerkrieg) — це військовий конфлікт між Королівством Польським та Великим князівством Литовським та Руським, з одного боку, і Тевтонським орденом, з іншого, що відбувся влітку 1414 року. Конфлікт назвали Голодною війною через використання тактики випаленої земної. Голод і чума поширилися по всій Пруссії. За словами Йоган фон Посільге, після війни загинуло від чуми 86 лицарів Тевтонського ордену.

## Передісторія конфлікту

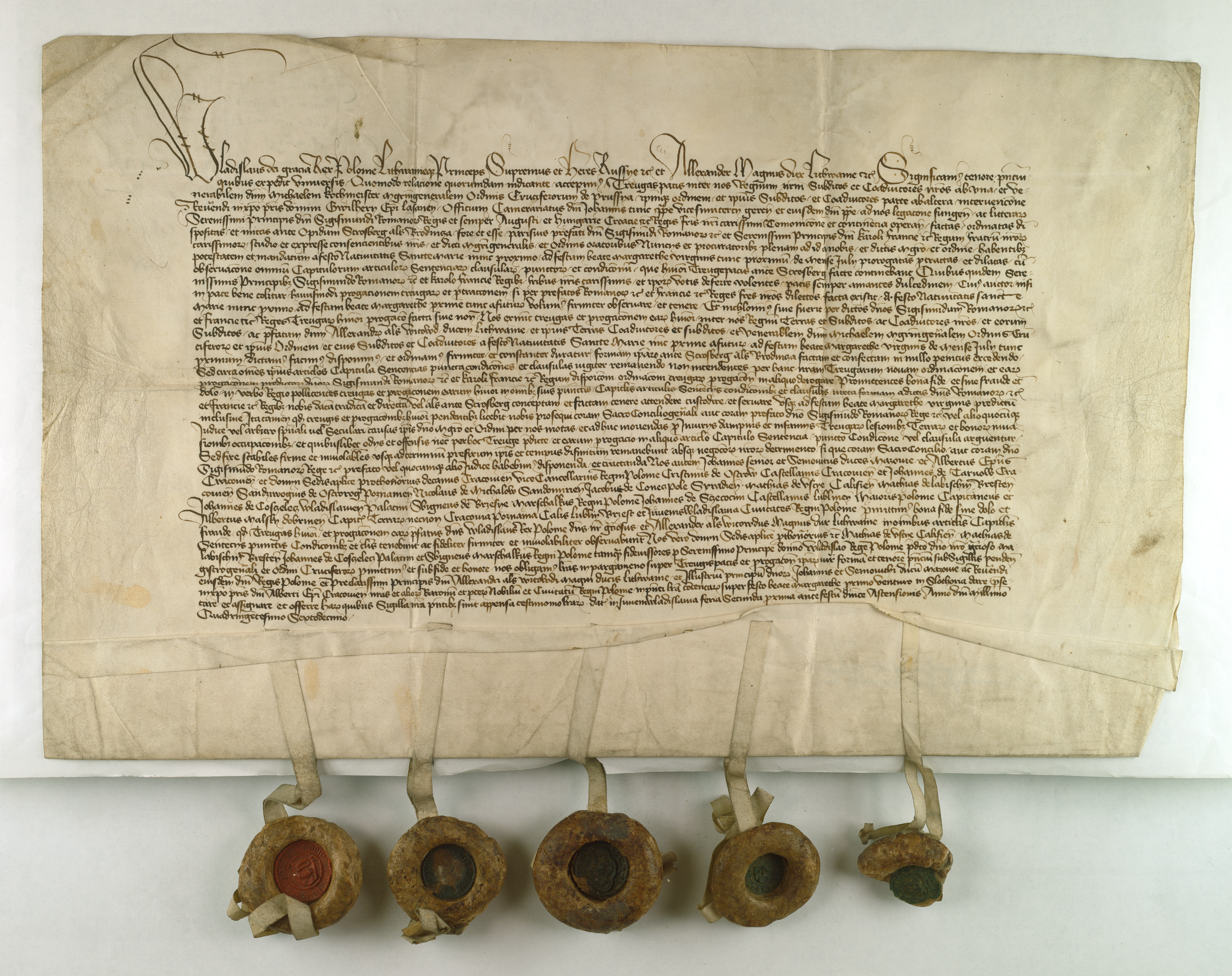
Король Владислав Ягайло та великий князь Вітольд зобов'язуються дотримуватися перемир'я з великим магістром тевтонських лицарів Міхаелем Кюхмейстером фон Штернбергом, 1416 р., Центральний архів історичних записів

Результати Великої війни 1409—1411 рр. не вирішили всіх суперечностей між Великим князівством Литовським та Тевтонським орденом. Великий князь Вітовт претендував на весь правий берег Німана, включаючи Мемель (Клайпеду). У свою чергу, хрестоносці вимагали, щоби після смерті Вітовта та польського короля Ягайла Жмудь було передано до ордену. Священний римський імператор Сигізмунд погодився посприяти у вирішенні питання. Для розгляду аргументів сторін Сигізмундом було призначено Бенедикта Макра, який 3 травня 1413 р. вирішив на користь Великого князівства Литовського.
Великий магістр ордену Генріх фон Плауен відмовився підкоритися цьому рішенню і вирішив розпочати військову кампанію. Війська вступили на північ Польщі, але незабаром спалахнуло повстання: лицарі не вірили в успіх, вважаючи, що орден ще не відновився достатньо після поразки під Танненбергом (Грюнвальдська битва) у 1410 році. Маршал Міхаель Кюхмейстер наказав відступити до Пруссії: кампанія тривала лише 16 днів. Хворий фон Плауен звинуватив військових керівників у державній зраді. Однак члени глави не послухалися магістра, внаслідок чого Генріх був засуджений, позбавлений своєї печатки та всіх магістерських знаків і кинутий у в'язницю. 9 січня 1414 р. новим магістром ордену став Міхаель Кюхмайстер. У травні він спробував відновити переговори, але король Ягайло відмовився від переговорів, вимагаючи відновити на посаді фон Плауена .

## Хід війни
У червні 1414 р. Ягайло оголосив війну ордену в Ленчицькому замку. Польсько-литовська армія вторглась у межі Пруссії, але хрестоносці, не бажаючи вступати у відкритий бій, сховалися за замковими стінами. За допомогою прусського Союзу Ящірки об'єднаної армії вдалася взяти Найденбург, Маранген, Остероде, Оленштайн, Гонештайн, Крісбург, Біскупіц, Рисенбург і на 26 грудня Кузентнік. За кілька тижнів вся Вармія була окупована до Ельбінга та Браунсберга.
Після облоги укріпленого Бродницького замку польсько-литовськими військами магістер Кюхмейстер запропонував мир в обмін на Кульмерланд, Куявію, південну частину Гданського Помор'я та Жмудь, які повинні були перейти до Великого князівства Литовського. Ягайло відмовився.
Після листа, надісланого хрестоносцями до Папи Римського з пропозицією врегулювати конфлікт дипломатичними каналами, виступив папський легат єпископ Лозанський Вільям (Ян). Дворічне перемир'я було підписано 8 жовтня у Страсбурзі (Бродниця). Ягайло та Вітовт погодилися подати свої вимоги до ордену на Констанцькому соборі. Пізніше перемир'я було продовжено до 1418 року. Несприятливий для Ягайла та Вітовта хід переговорів призвів до нової війни (1419 р.).